# Músculo palmar largo

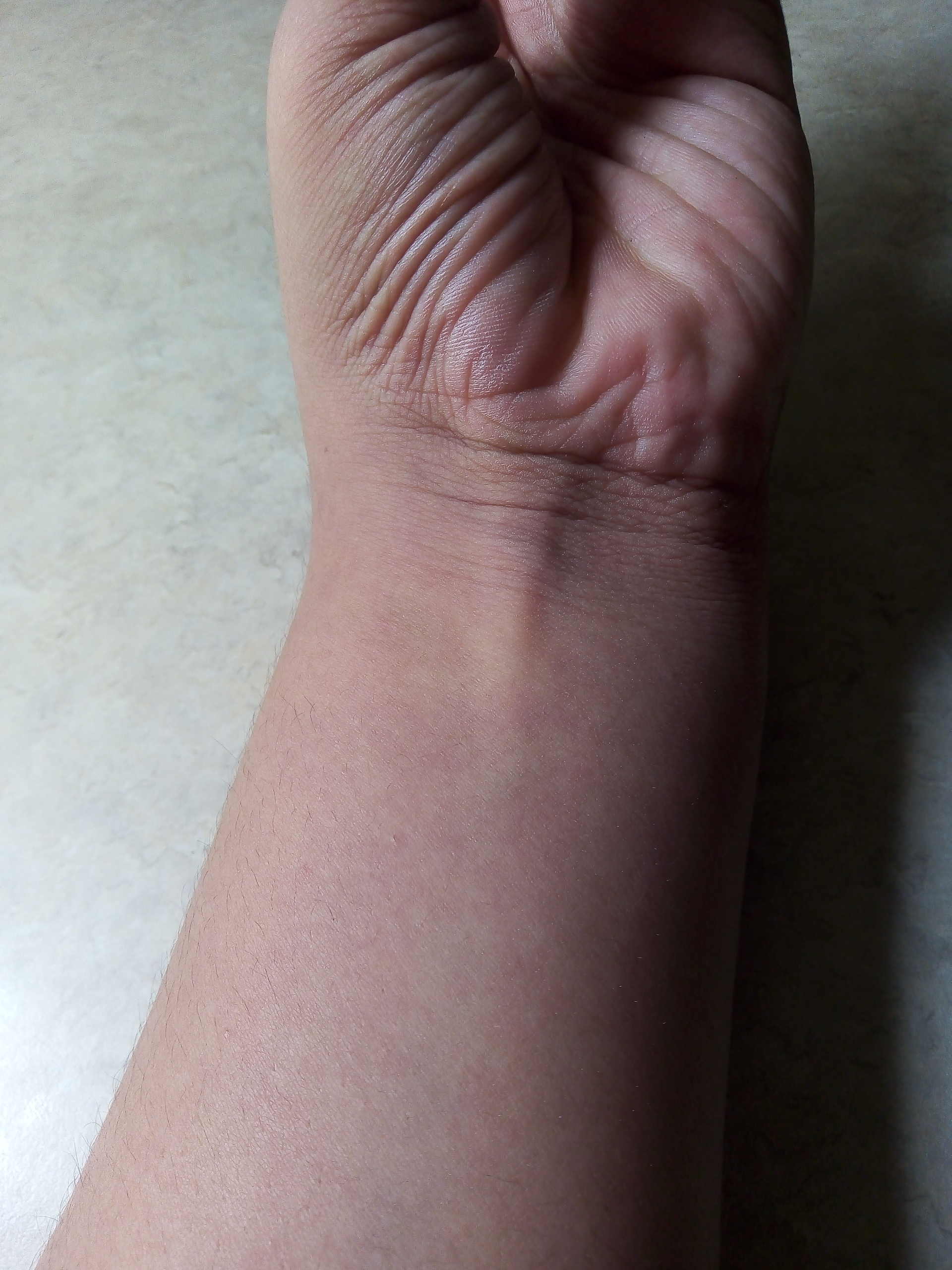
Tendón del músculo palmar largo, visible en la muñeca

El músculo palmar largo o palmar menor se sitúa en el antebrazo, tiene origen en el epicóndilo medial del húmero y la fascia que lo cubre y se inserta en la aponeurosis palmar y el retináculo flexor. Lo flanquean los músculos flexor radial del carpo y el flexor cubital del carpo. Está ausente en cerca del 15% de la población mundial; de hecho, el número puede variar bastante en la región africana, asiática y entre los originarios de América.